# Вулиця Василя Данилевича
Ву́лиця Василя Данилевича — вулиця в Шевченківському районі міста Києва, місцевості Дехтярі та Нивки. Пролягає від вулиці Януша Корчака (двічі, утворюючи півколо).
До вулиці Данилевича прилучаються вулиці Магістральна, Калинова, провулки Фузиків і Михайла Ялового, проїзд (без назви) до вулиці Януша Корчака та прохід до провулку Фузиків.

## Історія
Вулиця виникла в середині XX століття під назвою 868-а Нова. Мала назву назва на честь радянського військового діяча Ф. І. Толбухіна — у 1953-2022 роках (повторне рішення — 1955 року).
8 грудня 2022 Київрада перейменувала вулицю на честь українського історика, археолога, нумізмата, музеєзнавця Василя Данилевича.
Вздовж вулиці існує забудова 1-ї половини XX століття.

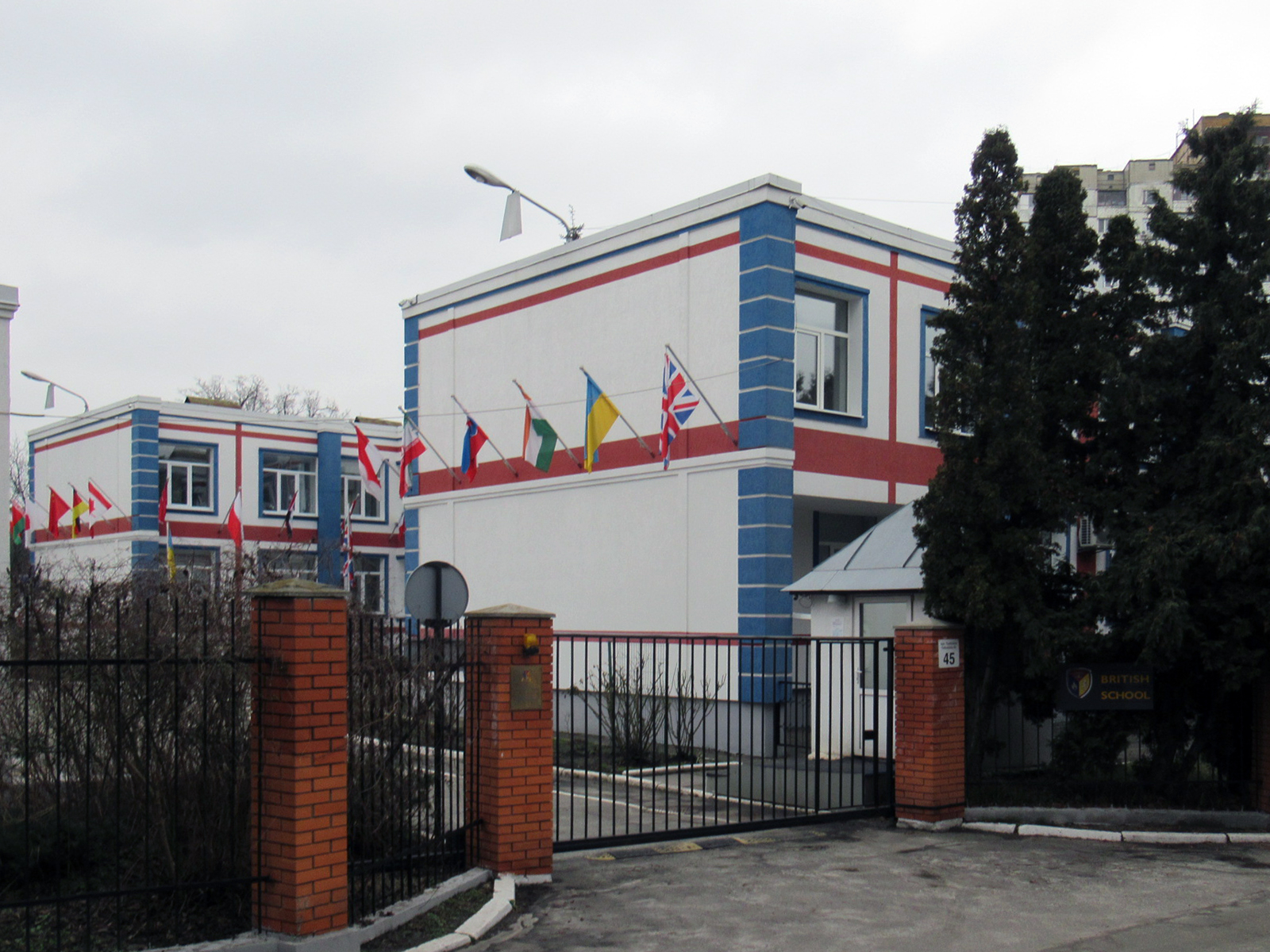
№ 45 — Британська міжнародна школа